# Chorinaeus robustus
Chorinaeus robustus là một loài tò vò trong họ Ichneumonidae.